# Phonognatha graeffei
Phonognatha graeffei är en spindelart som först beskrevs av Eugen von Keyserling 1865.  Phonognatha graeffei ingår i släktet Phonognatha och familjen käkspindlar. Utöver nominatformen finns också underarten P. g. neocaledonica.